# Jacopo Guarnieri
Jacopo Guarnieri (Vizzolo Predabissi, 14 augustus 1987) is een Italiaans voormalig wegwielrenner en baanwielrenner.
Bij zowel de junioren als bij de profs won hij enkele nationale titels op de baan.

## Baanwielrennen

### Palmares
| Jaar     | IK                                                    | EK       | WK       | Overig              |
| Junioren | Junioren                                              | Junioren | Junioren | Junioren            |
| -------- | ----------------------------------------------------- | -------- | -------- | ------------------- |
| 2004     | Puntenkoers, Teamsprint, Ploegkoers, 1km, Puntenkoers |          |          |                     |
| 2005     | Puntenkoers, Ploegkoers                               |          |          |                     |
| Elite    |                                                       |          |          |                     |
| 2007     | Ploegkoers                                            |          |          |                     |
| 2008     | Ploegenachtervolging, Ploegkoers                      | Omnium   |          |                     |
| 2009     | Ploegenachtervolging, Ploegkoers                      |          |          |                     |
| 2010     |                                                       |          |          |                     |
| 2011     |                                                       |          |          | 6daagse Fiorenzuola |

## Wegwielrennen

### Overwinningen
2007
Circuito del Porto-Trofeo Arvedi
7e etappe Olympia's Tour
Trofeo Alcide Degasperi
2e etappe Ronde van Veneto
2008
ZLM Tour
1e etappe Giro delle Regioni
2009
3e etappe Ronde van Polen
2010
1e etappe Ronde van Polen
2e etappe Circuit Franco-Belge
2011
3e etappe Driedaagse van De Panne-Koksijde

### Resultaten in voornaamste wedstrijden
| Jaar | Ronde van Italië | Ronde van Frankrijk | Ronde van Spanje |
| ---- | ---------------- | ------------------- | ---------------- |
| 2009 |                  |                     |                  |
| 2010 |                  |                     | 149e             |
| 2011 |                  |                     |                  |
| 2012 |                  |                     |                  |
| 2013 |                  |                     |                  |
| 2014 |                  |                     | 150e             |
| 2015 |                  | 149e                |                  |
| 2016 |                  | 165e                |                  |
| 2017 |                  | buiten tijd         |                  |
| 2018 |                  | 144e                |                  |
| 2019 | 132e             |                     |                  |
| 2020 | 128e             |                     |                  |
| 2021 |                  | buiten tijd         | opgave           |
| 2022 | 136e             |                     |                  |
| 2023 |                  | opgave              |                  |
| 2024 |                  |                     |                  |

| Jaar | Milaan-San Remo | Gent-Wevelgem | Ronde van Vlaanderen | Parijs-Roubaix | Ronde van Lombardije | Brussels Cycling Classic |  | WK op de weg |  | Wereldranglijsten |
| ---- | --------------- | ------------- | -------------------- | -------------- | -------------------- | ------------------------ |  | ------------ |  | ----------------- |
| 2009 |                 | 58e           |                      | opgave         |                      | 19e                      |  |              |  | 163e (UWK)        |
| 2010 |                 |               | opgave               | opgave         |                      | 80e                      |  |              |  | 197e (UWK)        |
| 2011 |                 | opgave        | opgave               | opgave         |                      | 60e                      |  |              |  |                   |
| 2012 | 17e             | 52e           | opgave               | 23e            |                      | 93e                      |  |              |  | 208e (UWT)        |
| 2013 |                 | opgave        | opgave               | 31e            |                      | 27e                      |  |              |  |                   |
| 2014 |                 |               |                      |                |                      |                          |  |              |  | 153e (UWT)        |
| 2015 | 92e             | opgave        | opgave               |                | opgave               | 31e                      |  |              |  | 175e (UWT)        |
| 2016 | 37e             | 8e            | 81e                  | opgave         |                      | 43e                      |  | 11e          |  | 155e (UWT)        |
| 2017 | 151e            | opgave        | opgave               | opgave         |                      | 60e                      |  |              |  |                   |
| 2018 | 49e             | 87e           | opgave               | 65e            |                      | 20e                      |  |              |  | 279e (UWT)        |
| 2019 | 55e             | opgave        | opgave               | opgave         |                      |                          |  |              |  |                   |
| 2020 |                 |               |                      |                |                      |                          |  |              |  |                   |
| 2021 | 96e             | opgave        |                      |                |                      |                          |  |              |  |                   |
| 2022 |                 |               |                      |                |                      |                          |  |              |  |                   |
| 2023 | 124e            |               |                      |                |                      |                          |  |              |  |                   |
| 2024 | 147e            |               |                      | opgave         | opgave               | 67e                      |  |              |  |                   |

## Ploegen
- 2008 –  Liquigas (stagiair vanaf 1-8)
- 2009 –  Liquigas
- 2010 –  Liquigas-Doimo
- 2011 –  Liquigas-Cannondale
- 2012 –  Astana Pro Team
- 2013 –  Astana Pro Team
- 2014 –  Astana Pro Team
- 2015 –  Team Katjoesja
- 2016 –  Team Katjoesja
- 2017 –  FDJ
- 2018 –  Groupama-FDJ
- 2019 –  Groupama-FDJ
- 2020 –  Groupama-FDJ
- 2021 –  Groupama-FDJ
- 2022 –  Groupama-FDJ
- 2023 −  Lotto-Dstny
- 2024 –  Lotto-Dstny

Agnoli ·
Albasini ·
Basso · 
Beltrán (tot 30/09) · 
Bennati ·
Bertagnolli ·
Bodnar ·
Carlström · 
Cataldo ·
Chicchi ·
Corioni ·
Curtolo ·
Da Dalto ·
Fischer ·
Franzoi ·
Kreuziger ·  
Koetsjynski · 
Miholjević ·
Mugerli ·
Nibali ·  
Noè ·
Pellizotti ·
Petito (tot 15/04) ·
Pozzato ·
Quinziato ·
Santaromita ·
Štangelj ·
Trenti ·
Vanotti ·
Wegelius ·
Willems ·
Da Ros (stagiair) ·
Guarnieri (stagiair)
Agnoli ·
Basso · 
Bennati ·
Bodnar ·
Carlström · 
Chicchi ·
Corioni ·
Da Ros (tot 31/03) ·
Fischer ·
Franzoi ·
Guarnieri ·
Kreuziger ·  
Koetsjynski · 
Miholjević ·
Nibali ·  
Noè (tot 30/04) ·
Oss ·
Pellizotti ·
Quinziato ·
Sabatini ·
Santaromita ·
Štangelj ·
Szmyd ·
Vandborg ·
Vanotti ·
Willems ·
Zaugg ·
Benedetti (stagiair) · 
Paterski (stagiair)
Agnoli ·
Basso · 
Bellotti ·
Bennati ·
Bodnar ·
Chicchi ·
Cimolai · 
Dall'Antonia ·
Finetto ·
Guarnieri ·
Kišerlovski ·
Koren ·
Kreuziger ·  
Koetsjynski · 
Nibali ·  
Oss ·
Paterski ·
Pellizotti ·
Quinziato ·
Sabatini ·
J. Sagan ·
P. Sagan ·
Santaromita ·
Szmyd ·
Vandborg ·
Vanotti ·
Viviani ·
Willems ·
Zaugg
Agnoli ·
Basso · 
Bellotti ·
Bodnar ·
Capecchi ·
Caruso ·
Cimolai · 
Da Dalto ·
Dall'Antonia ·
Duggan ·
Finetto ·
Guarnieri ·
King ·
Koren ·
Longo Borghini ·  
Marangoni · 
Nerz ·
Nibali ·  
Oss ·
Paterski ·
Ponzi ·
Sabatini ·
J. Sagan ·
P. Sagan ·
Salerno ·
Szmyd ·
Vanotti ·
Viviani ·
Wurf ·
Agostini (stagiair) ·
Moser (stagiair)
Aru ·
Bazajev ·
Božič ·
Brajkovič ·
Dyaçenko ·
Fofonov ·
Gasparotto ·
Gavazzi ·
Groezdev ·
Guarnieri ·
Hryvko ·
M. Iglinski · 
V. Iglinski ·
Kangert ·
Kasjetsjkin ·
Kessiakoff ·
Kišerlovski ·
Kreuziger ·
Masciarelli (tot 31/05) ·
Moeravjov ·
Nepomnyaşşïy ·
Petrov ·
Ponzi ·
Renev ·
Seeldraeyers · 
Silin · 
Tiralongo · 
Vinokoerov  ·
Zejts
Agnoli ·
Aru ·
Bazajev ·
Božič ·
Brajkovič ·
Dyaçenko ·
Fuglsang ·
Gasparotto ·
Gavazzi ·
Groezdev ·
Guardini ·
Guarnieri ·
Hryvko ·
Huffman ·
Iglinski · 
Kamışev ·
Kangert ·
Kasjetsjkin ·
Kessiakoff ·
Loetsenko ·
Moeravjov ·
Nibali ·
Ponzi ·
Seeldraeyers · 
Silin · 
Tiralongo · 
Tlewbajev ·
Vanotti ·
Zejts
Agnoli · Aru · Božič · Brajkovič · Dyaçenko · Fominykh · Fuglsang · Gasparotto · Gavazzi · Groezdev · Guardini · Guarnieri · Hryvko · Huffman · V.Iglinski · M.Iglinski · Kamışev · Kangert · Kessiakoff · Landa · Loetsenko · Moeravjov · Nibali · Scarponi · Tiralongo · Tlewbajev · Vanotti · Westra · Zejts · Ayazbajev (stagiair) · Davïdenok (stagiair) · Qojatajev (stagiair)
Belkov · Bystrøm · Caruso · Guarnieri · Haller · Isajtsjev · Koeznetsov · Kolobnev · Kotsjetkov · Kozontsjoek · Kristoff · Lagoetin · Losada · Machado · Moreno · Paolini · Porsev · Rodríguez · Selig · Silin · Smukulis ·  Špilak · Trofimov · Tsatevitsj · Tsjernetski · Vicioso · Vorganov · Vorobjov · Zakarin · Politt (stagiair) · Restrepo (stagiair)
Belkov · Bystrøm · Guarnieri · Haller · Isajtsjev · Koeznetsov · Kotsjetkov · Kozontsjoek · Kristoff · Lagoetin · Losada · Machado · Mamykin · Mørkøv · Politt · Porsev · Restrepo · Rodríguez · Silin · Špilak · Taaramäe · Tsatevitsj · Tsjernetski · Van den Broeck · Vicioso · Vorganov · Vorobjov · Zakarin · Maes (stagiair)
Bonnet · Cimolai · Courteille · Delage · Démare · Eiking · Fournier · Gaudu · Guarnieri · Hoelgaard · Konovalovas · Ladagnous · Le Bon · Le Gac · Ludvigsson · Maison · Manzin · Molard · Morabito · Pineau · Pinot · Reichenbach · Reza · Roux · Roy · Sarreau · Vaugrenard · Vichot · Vincent · Armirail (stagiair) · Madouas (stagiair) · Seigle (stagiair)
Armirail · Bonnet · Cimolai · Delage · Démare · Duchesne · Gaudu · Guarnieri · Hoelgaard · Konovalovas · Ladagnous · Le Gac · Ludvigsson · Madouas · Molard · Morabito · Pinot · Preidler · Reichenbach · Roux · Roy · Sarreau · Seigle · Sinkeldam · Thomas · Vaugrenard · Vichot · Vincent
Armirail · Bonnet · Delage · Démare · Duchesne · Frankiny · Gaudu · Geniets · Guarnieri · Hoelgaard · Konovalovas · Küng · Ladagnous · Le Gac · Ludvigsson · Madouas · Molard · Morabito · Pinot · Preidler · Reichenbach · Roux · Sarreau · Scotson · Seigle · Sinkeldam · Thomas · Vaugrenard · Vincent · Brunel (stagiair) · Jerman (stagiair) · Louvel (stagiair)
Armirail · Bonnet · Brunel · Delage · Démare · Duchesne · Frankiny · Gaudu · Geniets · Guarnieri · Gugliemi · Konovalovas · Küng   · Ladagnous · Le Gac · Lienhard · Ludvigsson · Madouas · Molard · Pinot · Reichenbach · Roux · Sarreau · Scotson · Seigle · Sinkeldam · Thomas · Vincent · Davy (stagiair) · Stewart (stagiair)
Armirail · Badilatti · van den Berg · Bonnet · Brunel · Davy · Delage · Démare · Duchesne · Gaudu · Geniets · Guarnieri · Gugliemi · Konovalovas · Küng     · Ladagnous · Le Gac · Lienhard · Ludvigsson · Madouas · Molard · Pinot · Reichenbach · Roux · Scotson · Seigle · Sinkeldam · Stewart · Thomas · Valter
Armirail · Askey · Badilatti · Davy · Démare · Duchesne · Gaudu · Geniets · Guarnieri · Konovalovas · Küng   · Ladagnous · Le Gac · Lienhard · Ludvigsson · Madouas · Molard · Pacher · Penhoët (vanaf 1/8) · Pinot · Reichenbach · Roux · Scotson · Sinkeldam · Stewart · Storer · Valter · van den Berg · Welten
Adamietz · Beullens · Campenaerts · De Buyst · De Gendt · De Lie · Drizners · Eenkhoorn · Ewan · Frison · Grignard · Guarnieri · Kron · Livyns · Menten · Moniquet · Paasschens · Schwarzmann · Segaert (vanaf 24/2) · Selig · Sepúlveda · Slock · Sweeny · Van de Paar · Van Eetvelt · Van Gils · Van Moer · Vanhoucke (vanaf 15/8) · Vermeersch
Adamietz · Berckmoes · Beullens · Campenaerts · Currie · De Buyst · De Gendt · De Lie · Drizners · Eenkhoorn · Gregaard · Grignard · Guarnieri · Kron · Livyns · Menten · Moniquet · Paasschens · Segaert · Taminiaux · Sepúlveda · Slock · Vandenabeele · Van de Paar · Van Eetvelt · Van Gils · Van Moer · Vanhoucke · Vermeersch